# Theopompella westwoodi
Theopompella westwoodi es una especie de mantis de la familia Hymenopodidae.

## Distribución geográfica
Se encuentra en Costa de Marfil, Ghana, Guinea,  Camerún, Tanzania y Togo.